# University College Dublin Rugby Football Club
 University College Dublin RFC  est un club de rugby irlandais basé dans la ville de Dublin, en Irlande qui évolue dans le championnat irlandais de première division.
Le club est affilié à la fédération du Leinster et ses joueurs peuvent être sélectionnés pour l’équipe représentative de la région, Leinster Rugby.

## Histoire
Le club fut fondé par des étudiants de l'University College de Dublin, l'une des grandes universités de la ville, avec Trinity College (Université de Dublin). Il fut autorisé à participer aux compétitions majeures (statut de senior club) en 1919. 
Récemment, il devient en 2001 le premier club universitaire à accéder à la première division irlandaise
Le club dispute chaque année le Colours Match face à Trinity College.

## Palmarès
- Championnat d'Irlande Deuxième Division (1) :  2001
- Championnat d'Irlande Troisième Division (2) : 1994, 1999
- Leinster Club Senior Cup (7) : 1924, 1938, 1948, 1963, 1964, 1970, 1977
  - Finaliste (12) : 1914, 1921, 1923, 1925, 1926, 1961, 1967, 1968, 1971, 1972, 1978, 1984
- Metropolitan Cup (14) : 1922, 1925, 1932, 1933, 1935, 1942, 1955, 1957, 1963, 1964, 1966, 1969, 1972, 1974
  - Finaliste (1) : 1987

## Joueurs célèbres
De nombreux joueurs de UCD ont porté les couleurs de l'équipe d’Irlande. Parmi eux :  
- Andy Courtney (premier international du club en 1920 contre la France)
- Ciarán Frawley
- Tom Grace
- Jimmy Kelly (premier joueur du club à être capitaine de l'Irlande en 1963 contre les All Blacks)
- Derek McGrath
- Ray McLoughlin
- Brian O'Driscoll
- Brian O'Riordan
- Fergus Slattery
- Josh van der Flier
- Paddy Wallace

 Lions britanniques et irlandais
David Hewett, pilier néo-zélandais, a été sélectionné chez les All Blacks, après avoir joué à UCD.